# 蘇舜欽
蘇 舜欽（そ しゅんきん、1008年 - 1048年）は、北宋時代の政治家・文学者。字は子美。仁宗の慶暦8年に亡くなった。歳は41であった。

## 生涯
開封の出身。父は蘇耆。参知政事であった蘇易簡の孫でもある。若い頃から世を慷慨し、軍事論を好み大志があった。初めは父の推挙により太廟斎郎に任命され、景祐年間（1034年 - 1038年）に進士に合格し、知長垣県をへて大理評事となった。康定年間（1040年 - 1041年）、河東に地震があったときに蘇舜欽は上疏し当時の政治の欠陥を論じて范仲淹に認められ、集賢校理となり進奏院を監督し、時の宰相・杜衍の娘を娶るまでになった。
「公銭を用いて妓楽を召し、賓客をもてなした」という理由で、おもに范仲淹の反対派により弾劾され、蘇州に流遇することになる。水石を買って「滄浪亭」を造り、自らも「滄浪翁」と号して読書につとめ、憤りを詩にあらわした。のちに湖州の長吏となり、その地で没する。

## 詩と著作
天聖年間（1023年 - 1031年）に多くの学者が修飾の多い美文を書いていた中で、河南の穆修とともに古体による詩を書き、欧陽脩の賞賛を得た。草書にも優れていたという。
著作に『蘇学士文集』16巻、『聞見雑録』、『滄浪集』がある。
| 淮中晩泊犢頭   |                                  |
| 春陰垂野草青青 | 春陰は野に垂れて草青青           |
| 時有幽花一樹明 | 時に幽花一樹の明らかなる有り     |
| 晩泊孤舟古祠下 | 晩に孤舟を泊す古き祠の下         |
| 滿川風雨看潮生 | 川に満つる風雨に潮の生ずるを看る |